# 마지데스카스카!
마지데스카스카!(まじですかスカ! 정말인가요![*])는 2011년 4월 6일에 발매된 모닝구무스메의 마흔다섯 번째 싱글이다. 본래 2011년 3월 23일 발매 예정이었으나, 2011년 3월 11일에 발생한 도호쿠 지방 태평양 해역 지진으로 인해 연기되었다.

## 개요
- 9기 멤버 (후쿠무라 미즈키, 이쿠타 에리나, 사야시 리호, 스즈키 카논) 가입 후 첫 싱글이다.

- 모닝구무스메 사상 첫 5종 싱글.
  - 초회한정반 A CD + DVD
    1. まじですかスカ! (Close-up Ver. type1)
    2. 모닝구무스메 9기 멤버 후쿠무라 미즈키 인터뷰

  - 초회한정반 B CD + DVD
    1. まじですかスカ! (Dance Shot Ver. type1)
    2. 모닝구무스메 9기 멤버 이쿠타 에리나 인터뷰

  - 초회한정반 C CD + DVD
    1. まじですかスカ! (Close-up Ver. type2)
    2. 모닝구무스메 9기 멤버 사야시 리호 인터뷰

  - 초회한정반 D CD + DVD
    1. まじですかスカ! (Dance Shot Ver. type2)
    2. 모닝구무스메 9기 멤버 스즈키 카논 인터뷰

  - 통상반 CD

- 또한 초회한정반 A, B, C, D, 통상반에는 이벤트 추첨 시리얼 넘버 카드가 봉입되었다.

- 제목의 스카는 음악 장르이다.

- 메인 보컬은 다카하시 아이, 다나카 레이나이며, 센터는 다카하시 아이이다.

## 수록곡
1. まじですかスカ! (3:43)
작사, 작곡 : 층쿠 / 편곡 : 다쿠미 마사노리
2. もっと愛してほしいの (4:21)
작사, 작곡 : 층쿠 / 편곡 : 오쿠보 가오루
3. まじですかスカ! (Instrumental)

## 차트
- 주간최고순위 5위 (오리콘 차트)
- 일간최고순위 3위 (오리콘 차트)
- 2010년 11월 월간순위 17위 (오리콘 차트)